# Cloé Lacasse
Cloé Lacasse (Sudbury, Ontario, 1993. július 7. –) kanadai női válogatott labdarúgó. A portugál Benfica csatára.

## Sikerei, díjai

### Klubcsapatokban
Portugál bajnok (2):
- Benfica (2): 2020–21, 2021–22

 Portugál kupagyőztes (2):
- Benfica (2): 2020, 2021

 Portugál szuperkupa-győztes (2):
- Benfica (2): 2019, 2022

 Izlandi kupagyőztes (1):
- ÍBV Vestmannaeyjar (1): 2017

 Izlandi ligakupa-győztes (1):
- ÍBV Vestmannaeyjar (1): 2016